# Barleria cinnabarina
Barleria cinnabarina är en akantusväxtart som beskrevs av Champl.. Barleria cinnabarina ingår i släktet Barleria och familjen akantusväxter. Inga underarter finns listade i Catalogue of Life.